# Sint-Pieters-Leeuw
Sint-Pieters-Leeuw és un municipi belga de la província de Brabant Flamenc a la regió de Flandes.

## Seccions
| #   | Nom                                                | Extensió (km²) | Població (31/12/2007)    |
| --- | -------------------------------------------------- | -------------- | ------------------------ |
| I   | Sint-Pieters-Leeuw - Centrum - Negenmanneke - Zuun | 23,16          | 21.059 7.713 6.759 6.580 |
| II  | Oudenaken                                          | 2,46           | 378                      |
| III | Ruisbroek                                          | 3,54           | 6.043                    |
| IV  | Sint-Laureins-Berchem                              | 1,17           | 343                      |
| V   | Vlezenbeek                                         | 10,03          | 3.324                    |

Font: Ajuntament de Sint-Pieters-Leeuw

## Agermanaments
- Altenahr
- Someren